# Aaliyah
Aaliyah Dana Haughton (Nova Iorque, 16 de janeiro de 1979 – Marsh Harbour, 25 de agosto de 2001), conhecida mononimamente como Aaliyah, foi uma cantora, atriz, compositora, dançarina, produtora, coreógrafa e modelo estadunidense. Ela é creditada por ajudar a redefinir o R&B contemporâneo, o pop e o hip hop, adquirindo assim os apelidos de "Princesa do R&B" e "Rainha do Pop Urbano".
Nascida no Brooklyn e criada em Detroit, ela ganhou reconhecimento pela primeira vez aos 10 anos, quando apareceu no programa de TV Star Search e se apresentou ao lado de Gladys Knight em um concerto ocorrido em Las Vegas. Aos 12 anos, Aaliyah assinou com a gravadora Jive Records e com a Blackground Records, criada pelo seu tio Barry Hankerson. Três anos depois, seu primeiro álbum Age Ain't Nothing But a Number (1994) foi lançado. O álbum vendeu mais de seis milhões de cópias mundialmente, e recebeu o certificado de platina dupla pela Recording Industry Association of America (RIAA) por vender mais de dois milhões de cópias em solo estadunidense. Aaliyah eventualmente encerrou seu contrato com a Jive e assinou com a Atlantic Records.
Aaliyah trabalhou com os, até então, novatos produtores musicais Timbaland e Missy Elliott em seu segundo álbum, One in a Million (1996), que vendeu mais de oito milhões de cópias mundialmente. Em 1997, lançou "Journey to the Past", da trilha sonora da animação Anastasia, e no ano seguinte se tornou a cantora mais jovem da história a se apresentar na cerimônia do Oscars, onde interpretou a canção. Em 1998, lançou um de seus maiores sucessos, a canção "Are You That Somebody?", feita para a trilha sonora do filme Dr. Dolittle, que lhe rendeu sua primeira indicação ao Grammy Awards. Em 2000, Aaliyah estrelou o seu primeiro filme, Romeo Must Die. Além de interpretar a protagonista, ela contribuiu para a trilha sonora do filme, que gerou o single "Try Again". A canção foi um estrondoso sucesso mundial e, nos Estados Unidos, alcançou o topo da Billboard Hot 100 dependendo apenas do airplay, fazendo de Aaliyah a primeira artista na história a realizar tal feito. Após completar Romeo Must Die, Aaliyah gravou seu papel em Queen of the Damned, e em 2001 lançou seu terceiro e último álbum, que vendeu mais de treze milhões de cópias mundialmente, configurando-se como um dos álbuns mais vendidos do século XXI.
Em 25 de agosto de 2001, aos 22 anos, Aaliyah morreu em um acidente de avião nas Bahamas, quando a aeronave sobrecarregada na qual ela estava viajando caiu pouco tempo após a decolagem, matando todas as nove pessoas a bordo. Posteriormente, descobriu-se que o piloto continha traços de cocaína e álcool em seu organismo e não tinha a qualificação para pilotar a aeronave designada para o voo. Nas décadas seguintes à sua morte, a música de Aaliyah continuou obtendo sucesso comercial, somando-se a alguns lançamentos póstumos. Ela vendeu 8.1 milhões de álbuns no Estados Unidos e estima-se que tenha vendido entre 24 e 32 milhões de cópias mundialmente. Ela foi premiada com três American Music Awards e dois MTV Video Music Awards, assim como obteve cinco indicações ao Grammy Awards. Em 2010, a Billboard listou Aaliyah como a décima artista feminina de R&B mais bem sucedida dos últimos 25 anos e a 27ª mais bem sucedida na história do gênero.

## Primeiros anos
Aaliyah Dana Haughton nasceu no dia 16 de janeiro de 1979, no Brooklyn, Nova York, e era a filha mais nova de Diane e Michael "Miguel" Haughton (1951-2012), que trabalhava em um armazém. Ela era de ascendência afro-americana. Seu nome vem do swahili, sendo o feminino de "Ali", que significa "a maior, a mais exaltada, a melhor". A artista tinha muito orgulho de seu nome, descrevendo-o como "lindo", e dizia que faria jus ao mesmo todo dia. Quando Aaliyah tinha cinco anos, sua família se mudou para Detroit, Michigan, aonde ela foi criada junto de seu irmão mais velho, Rashad. Em Detroit, seu pai começou trabalhando no ramo de armazéns, uns dos maiores interesses de seu cunhado, Barry Hankerson. Sua mãe ficava em casa e criava Aaliyah e seu irmão. Sua mãe a matriculou em aulas de vocal ainda muito cedo. Aaliyah acabou por passou a performar em casamentos, no coro da igreja e eventos de caridade. Ela frequentou a escola Católica Gesu Elementary, onde na primeira série foi escalada para o elenco da peça Annie, que a inspirou a ser uma artista.
Ao longo da vida de Aaliyah, ela teve um bom relacionamento com Rashad, que lembra da irmã ter uma linda voz desde criança. A família de Aaliyah era muito próxima devido às dificuldades enfrentadas pelos seus avós e quando eles se mudaram para Detroit, os Henkersons estavam prontos para os ajudar, se fosse necessário. Esses laços refletiram na indústria da música, com a criação da gravadora Blackground Records.
A mãe de Aaliyah era uma vocalista, e seu tio, Barry Henkerson, era uma advogado de entretenimento que foi casado com Gladys Knight. Quando criança, Aaliyah viajou com Knight e trabalhou com uma agente em Nova York para realizar audições para comerciais e programas de TV, incluindo Family Matters; ela apareceu no Star Search aos dez anos. A escolha de começar as audições foi feita pela própria Aaliyah. Sua mãe fez a decisão de tirar o sobrenome dela do nome artístico. Ela fez audições para várias gravadoras e aos 11 fez um turnê ao lado de Knight em Las Vegas.
Sua avó morreu em 1991. Anos após a morte dela, Aaliyah disse que sua avó dava apoio a todos da família e que sempre quis ouvi-la cantar, assim como admitiu que ela "mimava" ela e seu irmão Rashad. Ela também adorava ouvir Aaliyah cantar. Aaliyah disse que pensava em sua vó qualquer hora em que caía em depressão. As mãos de Aaliyah as lembrava de sua tia, que faleceu quando ela era muito jovem e a qual Aaliyah lembrava como "uma mulher incrivelmente linda".

### Educação
Quando ela estava crescendo, Aaliyah frequentou escolas em Detroit e acreditava que muitos gostavam dela, mas foi provocada pela sua baixa estatura. Ela lembra de que passou a gostar de sua altura um pouco antes de seus 15 anos. Sua mãe a dizia para ser feliz por ser pequena e a elogiava. Outras crianças não gostavam de Aaliyah, mas ela não focava neles. "Você sempre terá que lidar com pessoas invejosas, mas havia tão poucas que isso nem importava. A maioria das crianças me apoiavam, o que era incrível. Quando se trata de lidar com pessoas negativas, eu apenas deixo entrar em um ouvido e sair pelo outro. Essas pessoas eram invisíveis para mim". Até mesmo em sua vida adulta, ela considerava-se pequena. Ela "aprendeu a se aceitar e se amar" e adicionou: "... a coisa mais importante a se fazer é pensar o melhor de si, porque se você não fizer isso, ninguém fará".
Durante sua audição para ser aceita na Detroit High School for the Fine and Performing Arts, Aaliyah cantou a música "Ave Maria", inteiramente em italiano. Aaliyah, que manteve um perfeito GPA de 4.0 ao se formar no ensino médio, sempre sentiu que a educação era importante. Ela foi determinada em manter sua notas altas, mesmo com as pressões e os problemas envolvendo o tempo durante o início de sua carreira. Ela se identificava como perfeccionista e lembrava de sempre ter sido uma boa estudante. Aaliyah refletiu: "Eu sempre quis manter aquilo, até mesmo no ensino médio quando comecei a viajar. Eu queria manter aquele 4.0. Ao fazer parte dessa indústria eu não quero que as crianças pensem 'Eu posso apenas cantar e esquecer da escola.' Eu acho que é muito importante ter uma educação, e mais importante ter um plano secundário'. Ela aplicou isso em sua própria vida, tendo em vista que seu "plano secundário" seria ainda fazer parte da indústria do entretenimento. Ela acreditava que podia ensinar história da música ou abrir sua própria escola para ensinar isso ou drama, caso ela não conseguisse ganhar a vida como uma artista de gravação, pois segundo ela, "quando você escolher uma carreira, tem que ser algo que você ama".

## Carreira

### 1991–1995:Age Ain't Nothing But a Number

Age Ain't Nothing But a Number (1994)

Depois que Henkerson assinou um contrato de distribuição com a Jive Records, ele assinou Aaliyah à sua gravadora Blackground Records, quando ela tinha 12 anos. Henkerson posteriormente introduziu ela ao cantor e produtor R. Kelly que se tornou o mentor de Aaliyah, assim como o principal produtor e compositor do primeiro álbum dela, que a mesma gravou aos 14 anos. O álbum de estreia de Aaliyah, Age Ain't Nothing But a Number, foi lançado através da Jive Records e Blackground Records no dia 24 de maio de 1994; o álbum debutou na 24ª posição da Billboard 200, vendendo 74.000 cópias em sua primeira semana. O álbum obteve um pico de número 18 na parada e vendeu mais de três milhões de cópias nos Estados Unidos, aonde recebeu o certificado de platina dupla pela RIAA. Em escala global, o álbum vendeu mais de seis milhões de cópias. O single de estreia de Aaliyah, "Back & Forth", obteve sucesso imediato, ficando no topo da parada de R&B dos Estados Unidos por três semanas consecutivas, fazendo de Aaliyah, aos 15 anos, uma das mais jovens da história a atingir o topo das paradas do país.[carece de fontes?] O segundo single, um cover do The Isley Brothers, "At Your Best (You Are Love)", também adquiriu grande sucesso, tornando-se um dos maiores clássicos de sua carreira, sendo aclamado até mesmo pelos cantores originais. A faixa título "Age Ain't Nothing But a Number" foi lançada como terceiro e último single do álbum nos Estados Unidos. Na Europa, o álbum gerou mais dois singles, sendo eles "Down with the Clique" e, por fim a faixa bônus internacional "The Thing I Like", incluída também na trilha sonora do filme Um Tira Sem Vergonha (1994).
Age Ain't Nothing But a Number recebeu análises favoráveis de críticos musicais. Alguns escritores afirmam que a mistura dos "vocais doces, sedosos e abafados" de Aaliyah com o new jack swing de R. Kelly ajudou a definir o R&B do anos 1990. O seu som foi também comparado ao do grupo feminino En Vogue. Christopher John Farley da revista Time descreveu o álbum como um "trabalho lindamente contido", notando que os "vocais doces e ofegantes de Aaliyah percorrem calmamente pelas batidas forte de R. Kelly".  Para a divulgação do álbum, Aaliyah embarcou em turnê pelos Estados Unidos, Europa, Japão e África do Sul.
Com o lançamento do álbum, houve boatos de uma relação amorosa entre Aaliyah e R. Kelly, que ambos sempre negaram. Pouco depois, houve especulações sobre um casamento secreto realizado sem o consentimento dos pais de Aaliyah. A revista Vibe revelou mais tarde um certificado que comprovava um suposto casamento em 31 de agosto de 1994, no Sheraton Gateway Suites em Rosemont, Illinois. Aaliyah, que tinha 15 anos na época, apareceu com 18 na certidão de casamento. A união conjugal foi anulada em fevereiro de 1995 pelos pais de Aaliyah. Anos após todas as polêmicas, procuradores federais descobriram que Kelly foi o responsável pelo registro da união conjugal, tendo em vista que o próprio cantor subornou uma entidade do governo para falsificar a idade de Aaliyah e gerar a certidão. Aaliyah, assim como seus pais, teria descoberto sobre tal certidão quando foi vazada na mídia, resultando na anulação imediata da união conjugal por Michael e Diane Haughton. Tendo isso em mente, especula-se que R. Kelly tenha armado e forjado todo os documentos de casamento, para fugir e desviar das polêmicas que o cercava em meados dos anos 1990, que envolviam pedofilia e assédio sexual. Por fim, após todas as controvérsias Aaliyah saiu da gravadora Jive Records, nunca mais mencionando ou mantendo contato com o cantor.
Em 2019, o documentário Sobrevivi a R. Kelly, foi feito pela rede Lifetime com o intuito de expor todos os crimes do cantor, assim como compartilhar as histórias de suas vítimas. No processo, o documentário incluiu várias citações à Aaliyah, entre elas o rumor de que ambos foram vistos mantendo relações sexuais em um ônibus de turnê, e outro que afirmava que Aaliyah teria engravidado. Esses rumores, assim como algumas outras falas presentes no documentário, foram desmentidos pela mãe de Aaliyah, em uma carta escrita no mesmo ano. Diane Haughton afirmou: "Meu marido e eu sempre estivemos presentes em turnês, entrevistas e em todo lugar que ela foi ao longo de toda a sua carreira. Essas mentiras e invenções não podem ser toleradas e não podemos aceitar com que esses sabotadores do legado de Aaliyah continuem assim. [...] Vergonha de todos envolvidos nesse projeto que acharam conveniente arrastar o nome de Aaliyah para uma situação que não tem nada a ver com ela hoje [...]".

### 1996–2000:One in a MillioneRomeo Must Die

One in a Million (1996)

Em 1996, Aaliyah deixou a Jive Records e assinou com a Atlantic Records. Ela trabalhou com os produtores musicais Timbaland e Missy Elliott, os quais contribuíram para o seu segundo álbum de estúdio dela, One in a Million.[carece de fontes?] Elliott relembra que Timbaland e ela ficaram nervosos por trabalhar com Aaliyah, tendo em vista que ela que já havia lançado seu bem-sucedido álbum de estreia, enquanto Elliott e Timbaland estavam apenas começando. Elliott também ficou com medo dela ser uma diva, mas ela refletiu que Aaliyah "veio e foi tão doce; ela imediatamente fez a gente sentir como se fossemos família". O primeiro single do álbum foi "If Your Girl Only Knew", que ficou no topo da parada de R&B dos Estados Unidos por duas semanas. A faixa-título, lançada como terceiro single do álbum, se tornou um dos maiores clássicos de Aaliyah, e em 1997, ficou seis semanas consecutivas sendo a canção de R&B mais tocada nas rádios estadunidenses. No total, entre 1996 e 1997, o álbum gerou seis singles, sendo eles "If Your Girl Only Knew", "Got to Give It Up", "One in a Million", "4 Page Letter", "The One I Gave My Heart To" e "Hot Like Fire". One in a Million se tornou um dos álbuns mais influentes da década de 1990 e vendeu mais de oito milhões de cópias mundialmente, conquistando ainda o certificado de platina dupla pela RIAA, nos Estados Unidos. Em 1997, Aaliyah participou do single de estreia da dupla Timbaland & Magoo, "Up Jumps da Boogie".

Romeo Must Die (2000)

Aaliyah frequentou a Detroit High School for the Fine and Performing Arts, onde ela se graduou em drama e se formou em 1997, com um GPA de 4.0. Aaliyah começou sua carreira de atuação naquele mesmo ano; ela interpretou a si mesma no drama policial New York Undercover. Durante esse período. Aaliyah participou do Children's Benefit Concert, um concerto de caridade que aconteceu no Beacon Theatre em Nova York. Aaliyah também tornou-se a porta-voz da marca Tommy Hilfiger. Até o início dos anos 1990, a empresa só focava no público masculino, entretanto, com a popularização do estilo tomboy de Aaliyah, a marca se inspirou na artista para a elaboração e produção da linha feminina de roupas. Durante a campanha de Aaliyah com a Tommy Hilfiger, a empresa vendeu mais de 2.400 pares do conjunto baggy vermelho, branco e azul que ela vestiu nas propagandas, fazendo com que a empresa tivesse que re-estocar mais 5.000 pares das peças. Em 1997, Aaliyah apresentou a canção natalina "What Child Is This" no evento natalino Christmas in Washington. No mesmo ano, contribuiu para a trilha sonora da animação Anastasia, produzida pela Fox Animation Studios, gravando sua própria versão de "Journey to the Past", que deu aos compositores Lynn Ahrens e Stephen Flahert uma indicação ao Oscar de Melhor Canção Original. Aaliyah apresentou a música durante o Oscar de 1998 e se tornou a cantora mais jovem da história a se apresentar no evento. Ainda em 1998, Aaliyah lançou a canção "Are You That Somebody?", presente na trilha sonora de Dr. Dolittle. A faixa veio a ser um de seus maiores sucessos, dando à artista sua primeira indicação ao Grammy Awards, e o seu clipe foi um dos mais reproduzidos do ano de 1998 na MTV. Em 1999, Aaliyah colaborou com Nas na canção "You Won't See Me Tonight", presente no terceiro álbum de estúdio do rapper, I Am..., e em dezembro contribuiu para a trilha sonora do filme Next Friday (2000), com a faixa "I Don't Wanna".
Ainda em 1999, Aaliyah conseguiu seu primeiro papel em um filme, Romeo Must Die, lançado no dia 22 de março de 2000. Aaliyah estrelou ao lado de Jet Li, interpretando um casal que se apaixona no meio da guerra entre suas famílias. O filme faturou mais de 91 milhões de dólares de bilheteria, sendo 18.6 apenas na primeira semana. Seu papel foi bastante aclamado, e bem recebidos por críticos como Glen Oliver da IGN que gostou do fato de que ela não interpretou a sua personagem como uma "mulher vitimizada", mas sim como uma mulher forte.
Em adição à atuação, Aaliyah foi a produtora executiva da trilha sonora do filme, onde ela contribuiu com quatro músicas. "Try Again" foi lançada como single da trilha sonora e se tornou a música de maior sucesso da carreira de Aaliyah. Além do grande sucesso mundial, a canção alcançou o topo da parada estadunidense Billboard Hot 100, dependendo apenas do airplay, fazendo de Aaliyah a primeira artista na história a conseguir tal feito. O clipe venceu os prêmios de Melhor Clipe Feminino e Melhor Clipe de um Filme no Video Music Awards da MTV no ano de 2000. A música deu à Aaliyah sua segunda indicação ao Grammy, na categoria de Melhor Performance Vocal Feminina de R&B. A trilha sonora vendeu mais de 2.5 milhões de cópias ao redor do mundo.

### 2001:AaliyaheQueen of the Damned

Aaliyah (2001)

Após completar Romeo Must Die, Aaliyah começou a trabalhar em segundo filme, Queen of the Damned. Ela interpretou o papel de uma vampira anciã, Rainha Akasha, a qual ela descrevia como um "ser manipulador, maluco e sexual". Filmar Romeo Must Die e Queen of the Damned atrasou o lançamento e produção de seu próximo álbum. Aaliyah não pretendia ter um intervalo tão grande entre álbuns. "Eu queria dar uma pausa depois do One in a Million, apenas para relaxar, pensar em como eu queria moldar o próximo álbum. Então, quando eu estava pronta pra entrar em ação, "Romeo" aconteceu, aí tive que dar outra pausa para fazer aquele filme e a trilha sonora, e promover. A pausa se tornou maior do que eu havia planejado". Aaliyah gostava de equilibrar suas carreiras de canto e atuação. Apesar da música ser sua "prioridade", ela sempre atuou desde pequena e demonstrava interesse em começar atuação em algum ponto de sua carreira, mas queria esperar pelo tempo e veículo certo, e sentiu que Romeo Must Die era o projeto perfeito. Connie Johnson do Los Angeles Times disse que o foco de Aaliyah em sua carreira de atuação poderia fazer com que seu próximo álbum não tivesse a atenção que merecia. O colaborador Timbaland afirmou que ele esteve brevemente na Austrália para trabalhar no álbum, enquanto Aaliyah estava gravando e ele sentiu que Aaliyah não teve a mesma produção que One in a Million. Ele também disse que a Virgin Records apressou o álbum e que Aaliyah especificamente pediu que Missy Elliott e Timbaland trabalhassem no projeto com ela.

Durante o período de gravação do álbum, o publicista de Aaliyah afirmou que o álbum seria provavelmente lançado em meados de outubro de 2000. Por fim, ela encerrou as gravações do álbum em março de 2001; um ano após o início das gravações que iniciaram-se em março do ano anterior.[carece de fontes?] Aaliyah foi lançado cinco anos após One in a Million, primeiramente no dia 7 de julho de 2001 (no Japão), e posteriormente, nos dias 16 e 17 de julho do mesmo ano, o álbum foi lançado, respectivamente, no Reino Unido e nos Estados Unidos.[carece de fontes?] O álbum estreou na segunda posição da Billboard 200, vendendo mais de 187.000 cópias em sua primeira semana. O primeiro single do álbum, "We Need a Resolution", alcançou a 59ª posição da Billboard Hot 100.[carece de fontes?] Uma semana após a morte de Aaliyah, seu terceiro álbum saiu da posição de número 19 e foi direto ao topo da Billboard 200. "Rock the Boat" foi lançada como single póstumo. O clipe estreou no Access Granted do BET se tornou o episódio mais assistido na história do programa. A música alcançou o pico de número 14 na Billboard Hot 100, assim como chegou à segunda posição da parada de R&B dos Estados Unidos. Cartazes promocionais de Aaliyah que foram postos em grandes cidades como Nova York e Los Angeles tornaram-se memoriais improvisados para os fãs de luto.[carece de fontes?]

Queen of the Damned (2002)

"More Than a Woman" e "I Care 4 U" também foram lançadas como singles póstumos e atingiram o top trinta da Billboard Hot 100. Em fevereiro de 2002, álbum recebeu o certificado de platina dupla pela RIAA, por vender 2.6 milhões de cópias nos Estados Unidos. Aaliyah vendeu mais de 13 milhões de cópias mundialmente, tornando-se assim um dos álbuns mais vendidos do século XXI, sendo o nono álbum feminino mais vendido. "More Than a Woman" alcançou a primeira posição da parada de singles do Reino Unido, fazendo de Aaliyah a primeira artista na história a postumamente atingir o topo da parada. Em julho de 2001, ela permitiu que a MTV acessasse os bastidores de sua vida através do programa Diary e declarou: "Eu sou verdadeiramente abençoada por acordar toda manhã e fazer algo que eu amo; não há nada melhor do que isso". Ela continuou, "Tudo vale a pena - o trabalho duro, os tempos em que você está cansada, os tempos em que você está um pouco triste. No fim, tudo vale a pena, porque isso realmente me faz feliz. E eu não trocaria por nada nesse mundo. Eu tenho ótimos amigos, uma linda família e eu tenho uma carreira, que está gradativamente florescendo. Eu agradeço a Deus por suas benções toda chance que tenho".
Aaliyah foi assinada para aparecer em vários filmes futuros, incluindo Honey, um romance Some Kind of Blue, e o remake produzido por Whitney Houston do filme Sparkle de 1976. Whitney Houston lembra de Aaliyah estar "muito entusiasmada" sobre o filme, e que ela queria muito participar. Houston declarou que Aaliyah era mais do que qualificada para o papel e o filme foi arquivado depois de sua morte, tendo em vista que Aaliyah "foi para um lugar melhor". Oficiais de estúdio da Warner Brothers afirmaram que Aaliyah e sua mãe haviam lido o roteiro de Sparkle. De acordo com eles, Aaliyah estava apaixonada por interpretar o papel de uma jovem cantora numa girl group. O filme foi lançado em 2012, onze anos após a morte de Aaliyah. Antes de sua morte, Aaliyah foi escalada para as sequências de The Matrix, interpretando a personagem Zee. Ela filmou parte de seu papel em The Matrix Reloaded e estava agendada para filmar e reprisar o papel em The Matrix Revolutions. Aaliyah contou ao Access Hollywood que estava "mais do que feliz" por ter conseguido o papel. O papel foi consequentemente entregue à atriz Nona Gaye. As cenas de Aaliyah foram incluídas na sessão de tributo da coleção Matrix Ultimate Collection.
Em novembro de 2001, Ronald Isley afirmou que Aaliyah e os The Isley Brothers haviam discutido uma colaboração antes da morte dela. Ela havia anteriormente feito um cover do single dos The Isley Brothers, "At Your Best (You Are Love)". Antes de sua morte, ela expressou a possibilidade de gravar músicas para a trilha sonora de A Rainha dos Condenados e acolheu a possibilidade de colaborar com Jonathan Davis. Até 2001, Aaliyah apreciou sua carreira de sete anos e sentia uma sensação de realização. "Isso é o que eu sempre quis,", disse ela sobre sua carreira numa entrevista à revista Vibe. "Eu respiro para performar, para entreter. Eu não me imagino fazendo qualquer outra coisa. Eu simplesmente sou uma garota muito feliz agora. Eu honestamente amo todos os aspectos desse negócio. Eu realmente amo. E me sinto muito realizada e completa".

## Artisticidade

### Voz e estilo
Aaliyah tinha o alcance vocal de um soprano. Como o lançamento de seu primeiro álbum, Age Ain't Nothing But a Number, o escritor Dimitri Ehrkich da Entertainment Weekly comparou o estilo e som dela ao grupo de R&B En Vogue. Ehrlich também expressou que os "vocais doces de Aaliyah eram mais ágeis do que os da rainha do hip-hop soul Mary J. Blige". Em sua análise do segundo álbum de Aaliyah, One in a Million, a crítica musical Dream Hampton da revista Vibe disse que a voz "deliciosamente felina" de Aaliyah apresenta o mesmo "apelo pop" de Janet Jackson. Aaliyah descreveu seu som como "street but sweet" (urbano mas doce), que contava com seus vocais "gentis" sobre uma batida "forte". Mesmo que Aaliyah não tenha escrito grande parte de seu material, suas letras era descritas como profundas. Ela incorporou R&B, pop e hip hop em sua música. Suas músicas eram frequentemente uptempo e obscuras ao mesmo tempo, girando em torno de "assuntos do coração". Após seu primeiro álbum produzido por R. Kelly, Aaliyah trabalhou com Timbaland e Missy Elliott, dos quais as produções eram mais eletrônicas.[carece de fontes?] Sasha Frefre-Jones do The Wire considera "Are You That Somebody?" de Aaliyah a obra-prima de Timbaland e exemplo de sua produção rítmica, com "grandes pausas de meio segundo entre batidas e vozes". Keith Harris da revista Rolling Stone citou "Are You That Somebody?" como "um dos maiores momentos do R&B dos anos 90".
As músicas de Aaliyah são conhecidas por terem uma "produção fresca" e "arranjos stacatto" que "expandiram os limites do gênero" ao passo que contêm uma música soul da velha guarda. Kelefah Sanneh do The New York Times chamou Aaliyah de "diva digital que teceu um feitiço com uns e zeros", e escreveu que as músicas dela compreendem "riffs vocais simples, repetidos e refratados para ecoar os loops manipulados que criam um ritmo digital", tendo em vista que as "as batidas computadorizadas programadas" de Timbaland "se encaixaram perfeitamente com a sua legal e ofegante voz para criar um novo tipo de música eletrônica". Quando ela experimentou os gêneros no Aaliyah, como pop latino e heavy metal, Craig Seymour da Entertainment Weekly elogiou os feitos. Ao analisar seu álbum auto-intitulado, a revista britânica NME sentiu que o radical terceiro álbum de Aaliyah foi intencionalmente feito para consolidar a posição dela de artista R&B mais experimental dos Estados Unidos. Ao passo que seus álbuns progrediam, os críticos sentiam que Aaliyah amadureceu, chamando o progresso dela de "uma declaração de força e independência". A ABC News notou que a música de Aaliyah estava evoluindo do hip hop e R&B influenciado pelo pop enérgico para um som mais maduro e introspectivo em seu terceiro álbum. Stephen Thomas Erlewine do AllMusic descreveu o terceiro álbum dela, Aaliyah, como "uma demonstração de maturidade e um brilhante salto artístico para frente" e o chamou de um dos álbuns de soul urbano mais fortes de seu tempo. Ela retratou "sons, emoções e estilos desconhecidos", mas conseguiu agradar os críticos com o som contemporâneo que continha. Ernest Hardy da Rolling Stone sentiu que Aaliyah refletiu uma técnica mais forte, aonde ela entregou a melhor performance vocal dela. Antes de sua morte, Aaliyah expressou o desejo de aprender sobre o florescente cenário do UK garage que ela ouviu falar naquela época. De forma geral, a música de Aaliyah pode ser descrita como R&B alternativo, soul progressivo e neo soul, de acordo com Farley.

### Influências
Como artista, Aaliyah frequentemente falou que ela foi inspirada por vários performers. Esses incluem Michael Jackson, Stevie Wonder, Sade, En Vogue, Nine Inch Nails, Korn, Prince, Naughy by Nature, Johnny Mathis, Janet Jackson e Barbra Streisand. Aaliyah expressou que Thriller de Michael Jackson era seu "álbum favorito" e que "nada superará Thriller". Ela declarou que admirava Sade pois "ela permanece verdadeira ao próprio estilo, não importa o que seja ... ela é uma incrível artista, incrível performer ... e eu absolutamente amo ela". Aaliyah expressou que ela sempre teve o desejo de trabalhar com Janet Jackson, com quem ela desenhou uma frequente comparação ao longo de sua carreira, afirmando que "Eu admiro muito ela. Ela é uma performer completa ... Eu amaria fazer um dueto com Janet Jackson". Jackson foi recíproca com os afetos de Aaliyah, comentando "Eu amei ela desde o começo porque ela sempre vem e fazer algo musicalmente diferente". Jackson também declarou que teria adorado colaborar com Aaliyah.

### Imagem
Aaliyah focou em sua imagem pública ao longe de sua carreira. Ela frequentemente usava roupas baggy e óculos de sol, declarando que ela queria ser ela mesma. Ela descreveu sua imagem como sendo "importante ... ara diferenciar você do restante das pessoas". Ela muitas vezes vestia roupas pretas, começando uma tendência para uma moda similar entre mulheres nos Estados Unidos e no Japão. O estilo elegante de Aaliyah foi creditado por influenciar novas tendências da moda chamadas "Health Goth" e "Ghetto Goth". Aaliyah participou da turnê All America do estilista Tommy Hilfiger e esteve presente nas propagandas da Tommy Jean, que a mostrava em boxers, jeans baggy e um top. O irmão de Hilfiger, Andy, chamou de um "look totalmente novo" que era "elegante mas sexy". Carlson Daly, VJ do Total Request Live da MTV comentou sobre o estilo de Aaliyah, dizendo que ela era "inovadora", "sempre um passo a frente da curva" e que "o público do TRL olha pra ela para saberem o que está na moda".
Quando ela mudou seu estilo de cabelo, Aaliyah seguiu o conselho de sua mãe e cobriu seu olho esquerdo, assim como Veronica Lake. O look ficou conhecido por ser sua assinatura e é tido como uma fusão de "enervante honestidade emocional" e "uma sensação de mistério". Em 1998, ela contratou um personal trainer para a deixar em forma, e se exercitava cinco dias por semana e fazia dietas. Aaliyah foi aclamada por sua "imagem culta e limpa" e seus "valores morais". Robert Christgau do The Village Voice escreveu sobre a imagem e artisticidade de Aaliyah, "ela era ágil e doce da mais perfeita forma—uma pessoa ingênua cuja principal característica era a sinceridade e não a inocência".
Aaliyah era vista por outros como um exemplo. Emil Wibekin, descrita pela CNN como "amiga de Aaliyah e seguidora de sua carreira" explicou: "Aaliyah é um excelente exemplo porque ela iniciou sua carreira no olho público aos 15 anos com um álbum de ouro, Age Ain't Nothing But a Number. Então seu segundo álbum, One in a Million atingiu platina dupla. Ela teve o papel principal em Romeo Must Die, que foi um sucesso no box office. Ela ganhou vários prêmios, vários prêmios de clipes da MTV, e além de seu sucesso profissional, muitas das letras dela são muito inspiradoras. Ela também se comportava de uma forma bem profissional. Ela era polida. Ela era linda, mas ela não usava a beleza para vender sua música. Ela usava o talento. Muitos fãs jovens de hip-hop admiram ela totalmente".
Ela também era vista por outros como um símbolo sexual. Aaliyah não tinha problema em ser considerada uma. "Eu sei que as pessoas acham que eu sou sexy e que sou vista dessa filme, e isso tá tranquilo comigo,", ela declarou. "É incrível ter um apelo sexual. Se você abraça, isso pode ser uma coisa linda. Eu estou totalmente tranquila com isso. Definitivamente. Eu me vejo sexy. Se você é confortável com isso, pode ser bem elegante". O single "We Need a Resolution" é visto como sua "transformação de tomboy a uma grande mulher sexy".

## Vida pessoal
No seu tempo livre, ela era uma pessoa caseira, característica sempre associada a ela desde muito jovem, mas, em certas ocasiões, ela saía e brincava de laser tag. Ela justificou isso acontecer devido ao seu afeto pelas "coisas simples da vida". Mesmo tendo uma carreira próspera que a permitia comprar o veículo que ela quisesse, Aaliyah revelou durante sua última entrevista no 106 & Park, realizada em 21 de agosto de 2001, que ela nunca teve um carro porque ela morava na cidade de Nova York e poderia diariamente contratar um carro ou um motorista.

### Religião
Em uma entrevista com a revista Honey, em 1995, ela falou sobre sua espiritualidade:
Eu vou para a igreja sempre que estou em casa. Eu sou católica, então eu vou para a igreja da minha escola e para a St. Anthony's.

### Família
A família de Aaliyah teve um papel de suma importância durante sua carreira. O pai de Aaliyah, Michael Haughton trabalhou como seu gerente pessoal. A mãe dela lhe deu assistência em sua carreira enquanto o seu irmão Rashad Haughton e seu primo Jomo Henkerson trabalhavam com ela constantemente. A enfermidade de seu pai encerrou os trabalhos dos pais de Aaliyah como seus gerentes. Todas as suas decisões foram, então, executadas por Rashad.
Aaliyah era conhecida por sempre ter membros de sua família ao seu lado, e nas filmagens do clipe de "Rock the Boat", segundo Rashad Haughton, foi a primeira e única vez que a família dela não esteve presente. Em outubro de 2001, Rashad, declarou: "É realmente um espanto para todo mundo, o fato de que desde o primeiro dia, em todos os clipes que ela filmou, lá estava eu, ou minha mãe ou meu pai. As circunstâncias em torno do último clipe foram bem estranhas porque minha mãe teve uma cirurgia no olho e não podia viajar. Aquilo irritou muito ela porque ela sempre viajava. Meu pai teve que cuidar da minha mãe naquele tempo. E eu fui para a Austrália visitar alguns amigos. Nos realmente não conseguimos entender porque não estávamos lá. Você se pergunta se nós talvez conseguiríamos ter evitado. Sempre haverá essa questão". A amiga dela Kidada Jones disse que no último ano de sua vida seus pais haviam lhe dado mais liberdade e ela falava sobre querer construir uma família. "Ela queria ter uma família, e nós falamos sobre como a gente não podia esperar pra arrasar com nossos filhos".
Gladys Knight, que foi casada com o tio de Aaliyah, Barry Henkerson, foi essencial para o início da carreira de Aaliyah, tendo em vista que ela lhe proporcionou várias de suas primeiras performances. Uma de suas últimas conversas juntas foi a respeito de Aaliyah estar tendo dificuldades com "outro jovem artista" com quem ela estava tentando trabalhar. Knight sentiu que as discussões eram "insignificantes" e insistiu para que ela  permanecesse sendo ela mesma, mesmo com tal conflito.

### Relacionamento
Na época de sua morte, Aaliyah estava namorando o co-fundador da Roc-A-Fella Records, Damon Dash. Apesar de nunca terem se tornado noivos formalmente, em entrevistas concedidas após a morte de Aaliyah, Dash falou que o casal tinha planos de se casar. Aaliyah e Dash se conheceram em 2000 através de sua contadora e criaram uma amizade. Dash disse que não tem certeza de como ele e Aaliyah começaram a namorar e que dois simplesmente se entendiam. "Eu não sei  [como nós nos envolvemos], apenas passando tempo, sabe, nós víamos as coisas do mesmo jeito e era tudo novo, entende? Conhecer alguém que está tentando fazer a mesmo coisa que você está fazendo no mercado urbano. Simplesmente: a mente dela estava aonde a minha estava. Ela me entendia e entendia minhas piadas. Ela achava piadas engraçadas".
Dash expressou sua crença de que Aaliyah era a "certa" e falou que nunca foram noivos oficialmente, mas haviam conversado sobre se casar antes de sua morte. Aaliyah nunca admitiu publicamente o relacionamento entre ela e Dash, afirmando ser nada mais do que algo platônico. Em maio de 2001, ela fez uma festa para os 30 anos de Dash num clube em Nova York, aonde eles foram vistos juntos. Ao falar sobre o ocorrido, Aaliyah declarou que ela e Dash eram apenas "bons amigos" e que escolheram "permanecer naquilo", por enquanto. Apenas duas semanas antes de sua morte, Aaliyah viajou de Nova Jersey a East Hampton para visitar Dash na casa de verão que ele dividia com Jay Z.

## Morte
No dia 25 de agosto de 2001, às 18:50 (EDT), Aaliyah e os membros da sua gravadora embarcaram num Cessna 402, aeronave leve de dois cilindros em linha, no aeroporto de Marsh Harbour nas Ilhas Ábaco, com destino ao aeroporto de Opa-Locka, Flórida, após terminarem as filmagens do clipe de "Rock the Boat". Eles tinham um voo agendado para o dia seguinte (26 de agosto), mas ao finalizarem as gravações mais cedo do que o esperado, Aaliyah e sua equipe estavam ansiosos para retornar aos Estados Unidos, e fizeram a decisão de partir imediatamente. A aeronave designada era menor do que o Cessna 404 no qual eles haviam chegado, mas todas os passageiros e o equipamento foram acomodados a bordo. O avião caiu e pegou fogo pouco depois da decolagem, a cerca de 60 metros do fim da pista.
Aaliyah e os outros oito a bordo — o piloto Luis Morales III, estilistas Eric Forman e Anthony Dodd, segurança Scott Gallin, amigo da família Keith Wallace, maquiador Christopher Maldonado, e funcionários da Blackground Records Douglas Kratz e Gina Smith — morreram.
Os passageiros ficaram impacientes pois o Cessna deveria chegar às 16h30 (EDT), mas não chegou antes das 18h15 (EDT). O piloto Lewis Key afirmou ter ouvido os passageiros discutindo com o piloto, Luis Morales III, antes da decolagem, adicionando que Morales avisou a eles que havia muito peso para realizar um "voo seguro". Key, depois, declarou: "Ele tentou os convencer de que o avião estava sobrecarregado, mas eles insistiram que haviam fretado o avião e que tinham que estar em Miami no sábado à noite". Key indicou que Morales cedeu aos passageiros e que ele teve dificuldades ao ligar um dos motores.
De acordo com as conclusões de um inquérito conduzido pelo escritório dos legistas nas Bahamas, Aaliyah sofreu de "queimaduras severas e um golpe na cabeça", em adição a um choque severo e um coração debilitado. O legista teorizou que ela entrou um estado tão grande de choque que mesmo que ela tivesse sobrevivido à queda, a sua recuperação seria quase impossível tendo em vista a gravidade de suas lesões. Os corpos foram encaminhados ao hospital Princess Margaret em Nassau, aonde foram mantido para que os familiares os identificassem. Alguns dos corpos foram severamente queimados no acidente.
Como determinado pela subsequente investigação, a aeronave estava sobrecarregada por 320 quilos quando tentou decolar, e carregava um passageiro a mais do que o certificado. O Conselho Nacional de Segurança de Transporte (NTSB) relatou que "a aeronave foi vista decolando da pista, e então foi direto ao chão, impactando em um pântano na área sul da extremidade da pista 27". Foi indicado que o piloto não foi aprovado para pilotar o avião. Morales obteve falsamente sua licença que constava ter milhares de horas que o piloto nunca voou, além disso, também falsificou a quantidade de horas voadas para conseguir um emprego na companhia Blackhawk International Airways. Adicionalmente, testes toxicológicos feitos em Morales revelaram traços de cocaína e álcool em seu sistema.

### Funeral

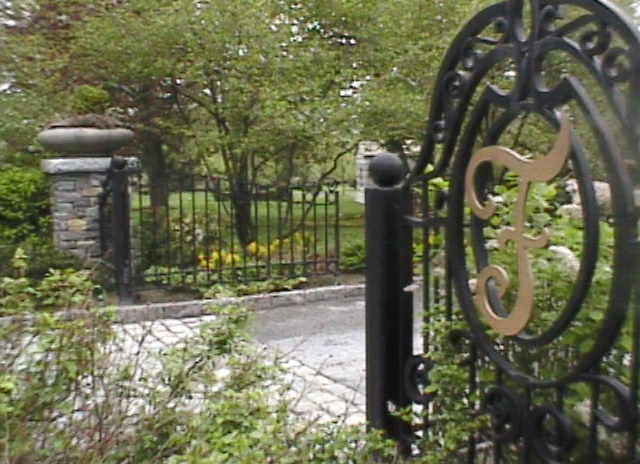
Entrada principal do cemitério Ferncliff, aonde Aaliyah está enterrada.

O funeral privado de Aaliyah ocorreu no dia 31 de agosto de 2001, na igreja de St. Ignatius Loyola em Manhattan, prosseguido de uma procissão até a capela Frank E. Campbell. Seu corpo foi colocado em um caixão de depósito de cobre folheado a prata, que foi carregado por uma carruagem. Aproximadamente 800 enlutados participaram da procissão.
Entre os que compareceram à cerimônia privada estiveram Missy Elliott, Timbaland, Gladys Knight, Lil' Kim, Sean Combs, Monica e Jay Z. Depois da cerimônia, 22 pombas brancas foram soltadas, simbolizando cada ano da vida dela.
Aaliyah foi inicialmente sepultada em uma cripta no terceiro andar da ala de expansão do mausoléu principal do cemitério Ferncliff em Hartsdale, Nova York. Em abril de 2005, ela foi movida para uma sala privada no fim do corredor do mausoléu Rosewood. O apelido "Baby Girl" está inscrito na cripta de Aaliyah. O pai dela, Michael, que morreu onze anos depois, em 2012, aos 61 anos, foi enterrado na cripta acima dela. A inscrição na parte inferior do retrato de Aaliyah no funeral dizia: "Recebemos Uma Rainha, Recebemos Um Anjo".
O irmão de Aaliyah, Rashad, fez o louvor e descreveu sua irmã como alguém que lhe deu forças. "Aaliyah, você foi embora, mas vou te ver sempre ao meu lado e posso te ver sorrindo através do sol", disse ele. "Quando nossa vida acabar, nosso livro estará pronto. Espero que Deus me mantenha forte até que eu a veja novamente". Ele leu os nomes das outras vítimas do acidente e concluiu pedindo aos enlutados que orassem por eles também. Enquanto Diane Haughton e os enlutados saíam, eles e milhares de fãs que estavam espalhados pelas ruas de Nova York, cantaram a canção "One in a Million" de Aaliyah.

## Lançamentos póstumos

### 2002–2011:Queen of the Damnede coletâneas

I Care 4 U (2002)

Imediatamente após a morte de Aaliyah, houve incerteza sobre se o clipe de "Rock the Boat" seria lançado. O clipe acabrou por estrear no Access Granted, da BET, no dia 9 de outubro de 2001. Aaliyah ganhou dois prêmios póstumos no American Music Awards de 2002: Artista Favorita de R&B e Álbum de R&B/Soul Favorito por Aaliyah. Seu segundo e último filme, Queen of the Damned, foi lançado em fevereiro de 2002. Antes do lançamento, o irmão de Aaliyah, Rashad, re-dublou algumas de suas linhas durante a pós-produção. O filme faturou 15.2 milhões de dólares em sua primeira semana, classificando-se em primeiro lugar no box office. No primeiro aniversário da morte de Aaliyah, um vigília com velas foi organizada na Times Square; milhões de fãs observaram um momento de silêncio; e em todos os Estados Unidos, estações de rádio tocaram suas músicas em sua memória. Em dezembro de 2002, uma coleção de material inédito foi lançada como o primeiro álbum póstumo de Aaliyah, I Care 4 U. Uma porção dos rendimentos foi doada ao Fundo Memorial de Aaliyah, um programa que beneficia instituições voltadas ao tratamento de pacientes com câncer. O álbum estreou na terceira posição da Billboard 200, vendendo mais de 280.000 cópias na primeira semana. O carro-chefe do álbum, "Miss You", alcançou a terceira posição da Billboard Hot 100, além de alcançar o topo da parada de R&B e Hip-Hop dos Estados Unidos. O álbum contou com seis músicas inéditas, gravadas entre 1998 e 2001, aonde "Miss You", "Don't Know What to Tell Ya", "Come Over" e "I Care 4 U" (lançada anteriormente no álbum Aaliyah, de 2001) foram lançadas como singles, e se tornaram grandes sucessos, fazendo com que Aaliyah permanecesse em alta nas paradas e nas rádios. I Care 4 U vendeu mais de seis milhões de cópias mundialmente e, nos Estados Unidos, "Miss You" se tornou a música feminina solo mais bem-sucedida do ano de 2003.[carece de fontes?][carece de fontes?] Em agosto de 2003, o varejo de roupas Christian Dior doou os lucros das vendas em homenagem a Aaliyah.

Ultimate Aaliyah (2005)

Em 2005, a segunda coletânea de Aaliyah, Ultimate Aaliyah, foi lançada no Reino Unido pela Blackground Records, e vendeu mais de um milhão e meio de cópias. Ultimate Aaliyah é composta de três discos, onde dois são no formato CD, com seus maiores sucessos, e um DVD. Andy Kellman do AllMusic declarou que "Ultimate Aaliyah é uma perfeita representação da curta carreira de um grande talento". Um documentário intitulado Aaliyah: Live in Amsterdam foi lançado em 2011, um pouco antes do décimo aniversário da morte de Aaliyah. O documentário, feito por Pogus Cesar, contém filmagens inéditas feitas em 1995, enquanto ela fazia shows nos Países Baixos.

### 2012–2014: Proposta de álbum póstumo
Em março de 2012, o produtor musical Jeffrey "J-Dub" Walker anunciou em sua conta do Twitter que a canção "Steady Ground", que ele produziu para o terceiro álbum de Aaliyah, seria incluída no futuro álbum póstumo de Aaliyah. Este segundo álbum proposto contaria com essa música, usando os vocais demo, tendo em vista que Walker afirmou que os vocais originais, de alguma forma, se perderam por seu engenheiro de som. Posteriormente, o irmão de Aaliyah, Rashad, negou as declarações de Walker, afirmando que "nenhum álbum oficial será lançado e apoiado pela família Haughton". No dia 5 de agosto de 2012, Blackground Records lançou a faixa "Enough Said" na internet. Foi produzida por Noah "40" Shebib a partir do uso de uma canção intitulada "Can't Do It Alone", escrita e gravada por Aaliyah em 1999, e conta com a colaboração do rapper Drake. Quatro dias depois, Jomo Henkerson confirmou que um álbum póstumo estava sendo produzido e estava programado para ser lançado no fim de 2012, pela Blackground Records. Foi divulgado que o álbum contaria com 16 faixas inéditas e haveria colaborações com os parceiros de longa data de Aaliyah, Timbaland e Missy Elliott, entre outros. No dia 13 de agosto, Timbaland e Missy Elliott negaram os rumores sobre serem contratados ou estarem participando do projeto. Mona Scott-Young, assistente de Elliott, declarou a XXL, "Mesmo que Missy e Timbaland sempre estejam mantendo a memória de sua amiga próxima viva, nós não fomos contatados sobre o projeto e nem há planos de participação. Vimos as declarações que surgiram afirmando que eles foram confirmados para o projeto mas esse não é o caso. Ambos Missy e Timbaland são muito sensíveis em relação à perda ainda sentida pela família, então queríamos esclarecer qualquer informação errada que esteja circulando". A própria Elliott disse, "Tim e eu carregamos Aaliyah conosco todo dia, assim como todas as pessoas que a amam. Ela sempre morará em nossos corações. Não temos nada além de amor e respeito pela memória dela e pelas pessoas que ela deixou pra trás, ainda em luto. Eles estão sempre em nossas preces".
Em junho de 2013, Aaliyah esteve presente em uma nova faixa de Chris Brown, intitulada "Don't Think They Know". O clipe contém versões holográficas de Aaliyah dançando. A faixa apareceu no sexto álbum de Brown, X. Timbaland declarou sua desaprovação por "Enough Said" e Don't Think They Know" em julho de 2013. Ele, de forma egocêntrica, afirmou, "A música de Aaliyah só funciona com a sua alma gêmea, que sou eu". Pouco tempo depois, Timbaland pediu desculpas a Chris Brown por pronunciamento, o qual ele explicou que foi feito pelo fato de Aaliyah e sua morte serem "um assunto muito sensível". Em janeiro de 2014, o produtor Noah "40" Shebib confirmou que o álbum póstumo foi arquivado devido à recepção negativa em torno do envolvimento de Drake. Shebib adicionou, "Quando a mãe de Aaliyah falou 'Eu não quero isso sendo lançado' foi o suficiente para mim ... Eu me afastei rapidamente".

### 2015–presente:Merchandise, relançamento do catálogo eUnstoppable
Em 2015, vocais de Aaliyah foram descobertos na faixa "Girlfriend" do rapper T-Pain, presente na mixtape The Iron Way. O rapper afirmou que ele recebeu os vocais inéditos após estar envolvido no antigo projeto de álbum póstumo de Aaliyah. Posteriormente, o rapper foi seriamente criticado após completamente desmerecer e diminuir o legado de Aaliyah. Em maio do mesmo ano, Aaliyah apareceu na faixa "Million" da cantora Tink, que contém sample de "One in a Million". O colaborador Timbaland esteve envolvido na criação da faixa, e anteriormente afirmou que Aaliyah apareceu para ele num sonho e disse para ele que Tink era "a certa". Em setembro de 2015, Aaliyah by Xyrena, uma fragrância oficial de tributo foi anunciada. No dia 19 de dezembro de 2015, Timbaland postou em seu Instagram a prévia de uma música inédtita de Aaliyah, intitulada "He Keeps Me Shakin'", e disse que seria lançada no dia 25 de dezembro, em sua mixtape King Stays King.
No dia 24 de agosto de 2017, a MAC Cosmetics anunciou que uma coleção de Aaliyah seria lançada no verão de 2018. A coleção Aaliyah x MAC foi lançada online no dia 20 de junho e dia 21 de junho nas lojas. Acompanhada da coleção, MAC e a revista i-D se juntaram para lançar o curta "A-Z of Aaliyah", que coincidiu com o lançamento. O curta destacou e celebrou o legado de Aaliyah com a ajuda de alguns fãs escolhidos para participar através de uma competição online feita pela revista i-D e pela MAC. A caixa de colecionador da Aaliyah x MAC foi vendida por 250 dólares e esgotou dentro de minutos durante o dia de lançamento. No dia 21 de agosto de 2019, o museu Madame Tussauds revelou uma estátua de cera de Aaliyah em Las Vegas. A estátua em tamanho real foi modelada com a icônica roupa e maquiagem do clipe de "Try Again". A estátua foi revelada pelo seu irmão, Rashad, para todo o público. No dia 25 de agosto de 2020, o espólio oficial da Aaliyah anunciou que estava entrando em contanto com várias gravadoras para discutir o futuro de seu catálogo, visando finalmente disponibilizá-lo completamente nas plataformas digitais de download e streaming.
Em agosto de 2021, foi anunciado que todos os trabalhos de Aaliyah gravados para a Blackground (agora denominada Blackground Records 2.0) seriam relançados nos formatos físico e digital, através de um acordo feito entre a gravadora e a Empire Distribution. One in a Million foi lançado nas plataformas digitais e de streaming, pela primeira vez, em 20 de agosto de 2021, apesar do espólio de Aaliyah emitir uma declaração em resposta ao anúncio da Blackground 2.0, denunciando o "esforço sem escrúpulos para liberar a música de Aaliyah sem qualquer transparência ou prestação de contas completa ao espólio". Além disso havia conflitos entre o espólio de Aaliyah (representado por sua mãe e irmão mais velho) e Barry Henkerson, pois o espólio de Aaliyah queria ganhar lucros sob o material, visando assim ajudar causas importantes com o auxílio do Aaliyah Memorial Fund. Segundo Henkerson, a família direta de Aaliyah não tinha o interesse em lançar as músicas, mas mesmo assim, iriam ganhar seus devidos lucros. Após seu relançamento, One in a Million reentrou na UK Official Hip-Hop/R&B Albums na oitava posição. Nos Estados Unidos, o álbum alcançou o top dez da Billboard 200 pela primeira vez, após 25 anos de seu lançamento original.
Em 25 de agosto de 2021, Barry Henkerson revelou em uma entrevista com Big Tigger para a WVEE que um quarto (e provavelmente último) álbum de estúdio, intitulado Unstoppable, seria lançado "em algumas semanas". O álbum contará com parcerias de Drake, Snoop Dogg, Ne-Yo, Chris Brown, Future e usará vocais inéditos da Aaliyah, gravados antes de suas morte. Henkerson compartilhou que esse será o fim de novas músicas da cantora e acrescentou, "Eu acho que é incrível. É um processo muito emotivo. É muito difícil ouvir ela cantar quando ela não está aqui, mas nós conseguimos". A trilha sonora de Romeo Must Die foi relançada em 3 de setembro de 2021. Aaliyah foi relançado em 10 de setembro de 2021. Após seu relançamento, o álbum também reentrou na UK Official Hip-Hop/R&B Albums, na sétima posição, ao passo que atingiu a 13ª posição da Billboard 200. Em comemoração ao relançamento, Blackground lançou um comercial animado intitulado "It's Been a Long Time" (com um estilo similar ao comercial original de 2001 do álbum), dirigido por Takahiro Tanaka, mostrando Aaliyah ressuscitando sua música de um grande cofre subterrâneo. As coletâneas I Care 4 U e Ultimate Aaliyah foram relançadas em 8 de outubro de 2021. Ultimate Aaliyah atingiu a 8ª posição da UK Official Hip-Hop/R&B Albums e, nos Estados Unidos, entrou pela primeira na Billboard 200, alcançando a 41ª posição.
Em 15 de dezembro de 2021, foi anunciado que um novo single póstumo de Aaliyah seria lançado, em parceira com o cantor canadense The Weeknd. A faixa "Poison" foi lançada em 17 de dezembro de 2021, como primeiro single de Unstoppable. A canção foi escrita por Static Major, The Weeknd e Belly e produzida por DannyBoyStyles e Nick Lamb. Após dois anos sem atualizações sobre o álbum, em 16 de janeiro de 2024, a Blackground oficialmente anunciou o lançamento de Unstoppable, com previsão de lançamento para o mesmo ano. Em dezembro de 2024, o produtor Azul Wynter confirmou seu envolvimento no projeto, revelando que o álbum trará participações com artistas que Aaliyah havia anteriormente revelado, em entrevistas antigas, que gostaria de trabalhar e que será finalmente lançado em 2025.
No seu 46º aniversário, em 16 de janeiro de 2025, a Mattel lançou uma boneca Barbie de Aaliyah, modelada a partir de seu visual no clipe de "One in a Million". Em 2 de maio de 2025, a Blackground Records 2.0 lançou o single póstumo "Gone", em parceria com o cantor Tank. A canção foi lançada exclusivamente no aplicativo de streaming da gravadora, BLKStream.

## Legado e influência
Aaliyah é creditada por ajudar a redefinir o R&B, pop e hip hop nos anos 1990, "deixando uma inapagável marca na indústria da música como um todo". De acordo com a Billboard, ela revolucionou o R&B com a sua mistura abafada de pop, soul e hip hop. Numa análise feita em 2001 sobre seu terceiro álbum, Rolling Stone declarou que o impacto de Aaliyah no R&B e no pop vinha sendo enorme. Steve Huey do AllMusic escreveu que Aaliyah está entre os artistas da elite do gênero R&B, tendo em vista que ela "teve um papel de grande importância ao popularizar a produção futurística e balbuciante que consumiu o hip-hop e o soul urbano em meados dos anos 90". O crítico Bruce Britt afirmou que ao combinar "o charme de garotinha com um toque urbano", Aaliyah ajudou a definir o som jovem que resultou em fenômenos do pop contemporâneo como Brandy, Christina Aguilera e Destiny's Child.
Descrita como uma das "artistas mais importantes do R&B" durante os anos 90, seu segundo álbum de estúdio, One in a Million, se tornou um dos álbuns de R&B mais influentes da década. O crítico musical Simon Reynolds citou "Are You That Somebody?" como "o single pop mais radical" de 1998. Kelefah Sanneh do The New York Times escreveu que, ao invés de ser o foco principal da música, Aaliyah "sabia como desaparecer dentro da música, como mesclar a voz dela a linha do baixo", e consequentemente "ajudou a mudar a forma que a música popular soa; as músicas com batidas inquietas do Destiny's Child têm uma dívida clara a 'Are You That Somebody?'". Sanneh afirmou que até a época de sua morte em 2001, Aaliyah "havia gravado algumas das músicas pop mais inovadoras e influentes dos últimos cinco anos". A publicação musical Popdust chamou Aaliyah de uma inesperada rainha do underground devido a sua influência no cenário da música alternativa underground; a publicação também mencionou que a sua música a frente do tempo que Aaliyah fez com Timbaland e a música experimental feita por vários artistas alternativos são, de certa forma, parte do mesmo pano. Enquanto elaboravam uma lista de artistas que se pegavam dicas de Aaliyah, a MTV Hive mencionou que é fácil encontrar a sua influência em movimentos como dubstep, indie pop e R&B lo-fi. Erika Ramirez, uma editora da Billboard, disse que na época da carreira de Aaliyah "não havia muitos artistas usando os vocais suaves que ela estava usando, e agora você vê vários artistas utilizando essa técnica e encontrando sucesso," seu raciocínio para a influência contínua de Aaliyah nos artistas atuais. Ela afirmou que o segundo álbum de Aaliyah, One in a Million foi "muito a frente de seu tempo, com o baixo e o sons de R&B eletrônico que eles produziram", referindo-se aos colaboradores Timbaland e Missy Elliott e que o som o qual "realmente se destacou" na época, estava sendo replicado. Com vendas de 8.1 milhões de cópias nos Estados Unidos e uma estimativa de mais de 34 milhões de cópias mundialmente, Aaliyah adquiriu os apelidos de "Princesa do R&B" e "Rainha do Pop Urbano", tendo em vista que ela "provou ser uma musa no seu próprio mérito". Ela também é citada como ícone do R&B e do pop por seu impacto e contribuições aos respectivos gêneros.
Aaliyah foi honrada no Video Music Awards de 2001 da MTV por Janet Jackson, Missy Elliott, Timbaland, Ginuwine e o irmão dela, Rashad, os quais fizeram um tributo para ela. No mesmo ano, a Administração de Segurança Social dos Estados Unidos divulgou que "Aaliyah" era um dos 100 nomes mais populares para meninas recém-nascidas e Aaliyah se tornou a segunda artista que mais inspirou nomes de bebês nos Estados Unidos. Aaliyah foi classificada como uma das "40 Melhores Mulheres da Era do Vídeo" pela VH1 em 2003. Em 2020, a Billboard incluiu ela na lista de 100 Melhores Artistas de Vídeo de Todos os Tempos, explicando que ela "mesclou a coreografia suave com o estilo tomboy que iria inspirar as futuras gerações do R&B nos anos seguintes". Ela também foi classificada na 18ª posição da lista do BET de "25 Melhores Dançarinos de Todos os Tempos". Em 2002, a VH1 criou a lista dos 100 Artistas Mais Sensuais e Aaliyah apareceu na 36ª posição. Em dezembro de 2009, a revista Billboard classificou Aaliyah na 70ª posição na lista de Melhores Artistas da Década, enquanto seu terceiro álbum apareceu na 181ª posição da lista de 200 Melhores Álbuns da Década. Em 2012, a VH1 classificou Aaliyah na 48ª posição da lista de Melhores Mulheres na Música. Também em 2012, Aaliyah foi classificada na 10ª posição na lista de 100 Artistas Femininas Mais Quentes de Todos os Tempos da revista Complex.  Em 2014, a revista NME classificou Aaliyah na 18ª posição da lista de Artistas Mais Influentes da NME. O vestido que Aaliyah usou no VMA de 2000 esteve presente na lista de Momentos Mais Memoráveis do VMA, feita pela revista Harper's Bazzar. Em outubro de 2015, Aaliyah esteve presente na lista das 10 Mulheres que se tornaram ícones do estilo jeans, feita pela revista Vogue. Em agosto de 2018, a Billboard classificou Aaliyah na 47ª posição na lista das 60 Melhores Artistas Femininas de Todos os Tempos. Em setembro de 2020, a revista Rolling Stone incluiu One in a Million na 314ª posição da lista de 500 Melhores Álbuns de Todos os Tempos. Em setembro de 2022, a Pitchfork nomeou "Are You That Somebody?" a terceira melhor canção da década de 1990, ao passo que classificaram One in a Million na 15º posição da lista dos 150 Melhores Álbuns dos Anos 90. Em janeiro de 2023, Aaliyah foi incluída pela revista Rolling Stone na 40ª posição da lista dos 200 Melhores Cantores de Todos os Tempos. Em setembro do mesmo ano, ela foi introduzida ao National Rhythm & Blues Hall of Fame.
A música de Aaliyah influenciou inúmeros artistas incluindo Adele, The Weeknd, Ciara, Beyoncé, Monica, Chris Brown, Rihanna, Azealia Banks, Sevyn Streeter, Keyshia Cole, J. Cole, Ryan Destiny, Kelly Rowland, Zendaya, Rita Ora, The xx, Arctic Monkeys, Speedy Ortiz, Chelsea Wolfe, Haim, Angel Haze, Kiesza, Naya Rivera, Normani, Cassie, Hayley Williams, Jessie Ware, Yeasayer, Bebe Rexha, Omarion, Megan Rochell, Flo e Olly Alexander do Years & Years. A cantora canadense de R&B, Keshia Chanté elogiou o estilo futurístico da cantora tanto na música quanto na moda. Ela mencionou que Aaliyah faz parte da vida dela "desde que tinha 6 anos". A cantora de R&B e amiga Brandy disse sobre a falecida artista: "Ela estreou antes de mim e da Monica, ela era nossa inspiração. Na época, as gravadoras não acreditavam em atos mirins e foi simplesmente inspirador ver alguém que estava conquistando tudo sendo si mesma. Quando eu a conheci eu a abracei, eu estava tão feliz por conhecer ela". O rapper Drake disse que a cantora tem um enorme influência em sua carreira. Ele também tem tatuagem dela nas costas. Solange Knowles comentou, durante o 10° aniversário da morte de Aaliyah, que ela idolatrava a artista e que ela nunca seria esquecida. Ela disse: "Eu cresci vendo as pessoas tentarem fazer o que você fazia, emanar a mesma luz que você emanava, e todos falharam". Adam Levine, vocalista do grupo Maroon 5, lembra que ele foi convencido a perseguir um som mais diferente, ao escutar "Are You That Somebody?". O cantor relembra que na época ele nunca tinha ouvido algo tão inovador quanto a faixa feita para a trilha sonora de Dr. Dolittle. A cantora japonesa Hikaru Utada falou várias vezes que "foi quando eu escutei o Age Ain't Nothing But a Number da Aaliyah que eu me apaixonei pelo R&B". Posteriormente, Utada lançou seu primeiro álbum First Love, que contém influências do R&B. Em 2012, a cantora britânica Katy B lançou a música "Aaliyah" como um tributo ao legado de Aaliyah e sua eterna marca na música R&B. Em 2016, o cantor sueco Erik Hassle lançou uma música intitulado "If Your Man Only Knew", que serviu como tributo ao single de 1996 de Aaliyah, "If Your Girl Only Knew". Em 2021, Aaliyah foi uma das artistas citadas por Beyoncé em um remix oficial de sua canção "Break My Soul". Em 2022, a cantora Tyla afirmou que "Rock the Boat" foi uma grande influência para a criação de seu hit "Water". Samples e interpolações de canções de Aaliyah são constantemente utilizados por uma vasta gama de artistas, até os dias atuais, podendo-se citar: "BedRock" (2009) da Young Money Entertainment, "Unforgettable" (2011) e "Is There More" (2018) de Drake, "What You Need" (2011) de The Weeknd, "Blow My High (Members Only)" (2011) de Kendrick Lamar, "Fade" (2016) de Kanye West, "Personal" (2017) e "Can I" (2020) de Kehlani, "West Side" (2020) de Ariana Grande, "Wild Side" (2021) de Normani e Cardi B, "Love Language" (2022) de SZA, dentre outras.
Há uma crença contínua de que Aaliyah teria alcançado um sucesso maior se não fosse pela sua morte. Emil Wilbekin mencionou as mortes de The Notorious B.I.G. e Tupac Shakur em conjunto com a dela e adicionou: "O terceiro álbum dela lançado e seu futuro papel na sequência de Matrix poderia ter feito dela a próxima Janet Jackson ou Whitney Houston". O diretor de Queen of the Damned, Michael Rymer, disse sobre Aaliyah: "Deus, aquela garota poderia ter ido tão longe" e falou sobre ela ter "tanta claridade sobre o que ela queria. Nada a impediria. Nenhum ego, nenhum nervosismo, nenhuma manipulação. Nada iria parar ela".

## Discografia

### Álbuns de estúdio
- Age Ain't Nothing But a Number (1994)
- One in a Million (1996)
- Aaliyah (2001)

### Álbuns póstumos / Coletâneas
- I Care 4 U (2002)
- Ultimate Aaliyah (2005)
- Unstoppable (2024)

## Filmografia
| Título              | Ano        | Mídia       | Papel                         | Notas                                 |
| ------------------- | ---------- | ----------- | ----------------------------- | ------------------------------------- |
| Star Search         | 1989       | Show de TV  | Ela mesma                     | 1 episódio                            |
| All That            | 1995; 1997 | Série de TV | Ela mesma (Convidada musical) | 2 episódios                           |
| New York Undercover | 1997       | Série de TV | Ela mesma (Convidada musical) | 3ª temporada, episódio 65: "Fade Out" |
| Romeo Must Die      | 2000       | Filme       | Trish O'Day                   | Filme de estreia                      |
| Queen of the Damned | 2002       | Filme       | Rainha Akasha                 | Lançamento póstumo                    |